# 해냄에듀
(주)해냄에듀는 2005년 창립한 교육출판기업으로, (주)해냄출판사의 자매회사이다.
현재 검인정 교과서를 중심으로 청소년 교양 도서, 참고서, 수업 및 교육 관련 도서 등 청소년과 교사를 위한 도서를 출간하고 있다. 특히 인권, 정의, 평화, 평등, 연대 등과 같은 가치에 지속적인 관심을 가지면서 이와 관련한 도서를 출간하고 있다.

## 관계 회사
- 해냄출판사 보관됨 2008-09-30 - 웨이백 머신